# Castel-Sarrazin
Castel-Sarrazin település Franciaországban, Landes megyében. Lakosainak száma 576 fő (2022. január 1.). Castel-Sarrazin Bastennes, Amou, Arsague, Donzacq, Gaujacq, Pomarez és Tilh községekkel határos.

## Népesség
A település népességének változása:
| Lakosok száma | 419  | 371  | 363  | 436  | 535  | 536  | 543  | 556  | 558  | 576  |
|               | 1968 | 1982 | 1990 | 2006 | 2013 | 2015 | 2017 | 2019 | 2020 | 2022 |